# Afro Samurai: The Resurrection
Albums de RZA
Digi Snacks
(2008)
Afro Samurai: The Resurrection est la deuxième bande originale de l'anime Afro Samurai, sortie le 27 janvier 2009.
Entièrement produit par RZA, l'album s'est classé 20e au Top Soundtracks, 39e au Top Independent Albums et 100e au Top R&B/Hip-Hop Albums.

## Liste des titres
| No  | Titre | Contient un (des) sample(s) de            | Durée |
| --- | --- | ----------------------------------------- | ----- |
| 1.  | Combat (Afro Season II Open Theme) (featuring P. Dot)                                                                                      | Good Old Music de Funkadelic              | 2:50  |
| 2.  | You Already Know (Interprété par Inspectah Deck, Kool G Rap et Suga Bang Bang)                                                             |                                           | 2:48  |
| 3.  | Blood Thicker Than Mud « Family Affair » (Interprété par Reverend William Burk, Sly Stone et Stone Mecca)                                  | Family Affair de Sly and the Family Stone | 3:33  |
| 4.  | Whar (featuring Kool G Rap, Ghostface Killah et Tash Mahogany)                                                                             | Honeybee de The New Birth                 | 4:25  |
| 5.  | Girl Samurai Lullaby (Interprété par Rah Digga et Stone Mecca)                                                                             |                                           | 3:21  |
| 6.  | Fight For You (Interprété par Thea Van Seijen)                                                                                             |                                           | 2:01  |
| 7.  | Bitch Gonna Get Ya' (Interprété par Rah Digga)                                                                                             |                                           | 3:37  |
| 8.  | Bloody Days Bloody Nights (Interprété par Prodigal Sunn et Thea Van Seijen)                                                                |                                           | 1:47  |
| 9.  | Kill Kill Kill (Interprété par Monk) |                                           | 2:44  |
| 10. | Nappy Afro (Interprété par Boy Jones) |                                           | 3:36  |
| 11. | Bloody Samurai (Interprété par Black Knights, Dexter Wiggles et Thea Van Seijen)                                                           | Jeans Blues de Meiko Kaji                 | 3:34  |
| 12. | Dead Birds (Interprété par Sunz of Man et Shavo Odadjian)                                                                                  |                                           | 2:22  |
| 13. | Arch Nemesis (Interprété par Ace et MoeRoc)                                                                                                |                                           | 2:48  |
| 14. | Brother's Keeper (featuring Reverend William Burk et Infinite)                                                                             |                                           | 3:42  |
| 15. | Yellow Jackets (Interprété par Ace et MoeRoc)                                                                                              |                                           | 3:04  |
| 16. | Take The Sword Part III (featuring 60 Second Assassin, Leggezin, Crisis, Christbearer, Monk, Tre Irie, Beretta 9 et Reverend William Burk) |                                           | 10:50 |
| 17. | Number One Samurai (Afro Season II Outro) (featuring 9th Prince)                                                                           |                                           | 2:56  |